# Eva Billow
Eva Hildegard Maria Billow, född Forss den 2 maj 1902 i Övre Ulleruds socken, Värmland, död den 22 februari 1993 i Stockholm, var en svensk illustratör, författare och serieskapare. Hon var 1925–1968 lärare i grafisk formgivning vid Konstfackskolan i Stockholm.
Billow skrev barnböcker som Pojkarna Igelkotts vinterskor (1948) och Filippa Hallondoft (1960). Den senare erhöll hon Elsa Beskow-plaketten för 1961. Hennes teckningar och handskrivna texter, med egna typsnitt, är mycket fantasifulla. Billow gjorde även flera tecknade serier såsom den långlivade barnserien Kajsa och Snurran.
1949 gjorde Billow illustrationerna till Astrid Lindgrens novellsamling Nils Karlsson-Pyssling.
Hon gifte sig med Anders Billow 1939.

## Priser och utmärkelser
- 1954 – Tidningen Vi:s litteraturpris
- 1961 – Elsa Beskow-plaketten[1]
- 1961 – Boklotteriets stipendiat
- 1979 – Trevipriset